# Annie – kopfüber ins Leben
Annie – kopfüber ins Leben ist eine deutsche Filmkomödie von Martin Enlen aus dem Jahr 2020. Die Titelrolle der Annie wird von Bernadette Heerwagen gespielt, Thomas Loibl spielt Annies Ehemann Ralf und Eugene Boateng den Mann, mit dem Annie sich auf einen Seitensprung einlässt. Tragende Rollen sind besetzt mit Kathrin von Steinburg, Manuel Rubey, Antonia Fulss, Michael Fitz, Rita Russek, Brigitte Kren und Michael Lerchenberg.
Der zweite Film der Reihe (Annie und der verliehene Mann) sowie der dritte Film (Annie und das geteilte Glück) sind seit September 2022 in der ZDF Mediathek abrufbar, ebenso der erste Teil.

## Handlung
Annie Frieding ist davon überzeugt, dass ihre Ehe nach sechzehn glücklichen Jahren festgefahren ist und möchte das ändern, während ihr Mann Ralf das anders sieht und ihren Wunsch, sich Hilfe bei einem Therapeuten zu suchen, ignoriert. Als Annie mit ihrer Freundin Tine Konradi ein Wellness-Wochenende verbringt, lernt sie den Fitnesstrainer Raimund Adjey kennen, mit dem sie sich auf einen One-Night-Stand einlässt. 
Einige Zeit später erfährt Annie, dass sie von Raimund schwanger ist. Da sie für absolute Offenheit ist, gesteht Annie ihrem Mann Ralf nun die Affäre und beichtet ihm auch, dass diese Nacht eine Schwangerschaft nach sich gezogen hat. Ralf fühlt sich vor den Kopf gestoßen und meint, er halte es hier nicht mehr aus und verbringt die Nacht bei den gemeinsamen Freunden Tine und Nils Konradi. Als Annie Ralf anderentags erzählt, dass sie das Kind auf jeden Fall bekommen werde, sie könne es einfach nicht wegmachen lassen und ihn fragt, ob er sich vorstellen könne, es gemeinsam mit ihr aufzuziehen, geht ihm diese unkonventionelle Lösung jedoch zu weit und das Ende vom Lied ist, dass er auszieht. Annie, die als Krankenschwester in einer Kinderwunschklinik arbeitet, konnte sich gar nicht anders entscheiden, da sie täglich damit konfrontiert wird, was Paare alles anstellen, um sich den Wunsch nach einem Kind zu erfüllen. Cora, die 15-jährige Tochter des Paares, sichert ihrer Mutter jedoch zu Annies großer Freude Unterstützung zu.
Annie entschließt sich, Raimund zumindest mitzuteilen, dass sie ein Kind von ihm erwarte. Sie wolle nur, dass er es wisse, Ansprüche werde sie nicht an ihn stellen. Ein Problem hat Annie aber auch mit ihrer Freundin Tine, die seit fünf Jahren zusammen mit ihrem Mann alles versucht, um schwanger zu werden und nicht verstehen will, dass Annie gleich beim ersten Mal schwanger geworden ist. 
Urplötzlich steht Raimund, den man aufgrund der Beziehung mit einem Gast entlassen hat, vor Annies Tür und verbringt die Nacht im Gästezimmer. Er möchte sich um sein Kind kümmern. Als er aufgrund der Streitigkeiten, die an diesem Morgen folgen, zu einem Freund ziehen will, bittet Annie ihn, zu bleiben. Das wiederum löst Diskussionen mit ihrer Tochter aus. Ralf hat inzwischen die Scheidung eingereicht und sich auf eine andere Frau eingelassen, seine Kollegin Sandra. Da Annie Angst hat, auch noch ihre Tochter zu verlieren, wenn Raimund bleibt, beschließen die werdenden Eltern, dass er auszieht.
Letztendlich finden Annie und Ralf aber wieder zueinander. Nachdem Annie ihr Kind zur Welt gebracht hat, feiern alle zusammen im Garten eine Grillparty, zu der auch Raimund und seine neue Freundin eingeladen sind. Annies und Raimunds kleiner Sohn steht im Mittelpunkt der Aufmerksamkeit.

## Produktion

### Produktionsnotizen
Annie – kopfüber ins Leben wurde unter dem Arbeitstitel Mensch, Annie! vom 3. September bis zum 1. Oktober 2019 in München und Umgebung gedreht. Produziert wurde der Film von der Bavaria Film GmbH.

### Hintergrund
Wolfgang Grundmann, Redakteur der Hauptredaktion Fernsehfilm beim HR schrieb zur Figur der Annie, sie sei „eine Frau, die zunächst gar nicht recht in diese Zeit zu passen“ scheine. „In einer Epoche, in der scheinbar alles verhandelbar“ werde „– Wahrheit, Freundschaft, die Liebe, die Entscheidung für oder gegen ein Kind –“ stehe Annie „fest und völlig unverrückbar zu den Werten, die ihrer Welt zugrunde liegen“ und übernehme „Verantwortung für ihr Handeln“. So stehe sie zu ihren Gefühlen, als sie ihren Mann mit einem Fitnesstrainer betrüge und ebenso zur Wahrheit, „als sie auch ihren Mann in das Wissen um ihre ungewollte Schwangerschaft“ einbeziehe und sich für das Kind, „das nichts für die Verwicklungen in ihrem Leben“ könne und dessen Recht auf Leben entscheide. Auch folge sie ihrem Herzen, als sie sich gegen den Vater ihres Kindes entscheide. „In ihrer Aufrichtigkeit und Klarheit“ sei Annie „im Prinzip keine komische Figur, sondern eine zutiefst ernsthafte – aber genau deshalb eine aufregende Komödienfigur“.
Bernadette Heerwagen beschrieb ihre Rolle folgendermaßen: „Annie und Ralf sind in einer Krise – vielmehr sieht Annie das so. Ihre Beziehung ist eingeschlafen, sie haben seit drei Jahren so gut wie keinen Sex mehr und haben sich in ihrem Alltag festgefahren. Annie will raus, möchte, dass sie sich Hilfe suchen, steht aber alleine da mit ihrem Wunsch.“ Auf die Frage, warum Annie sich auf einen One-Night-Stand einlasse, antwortete Heerwagen, das sei eine Kurzschlussreaktion gewesen. Annie habe sich wieder „spüren“ wollen. Das sei keine Vernunftfrage, sondern „eher eine Entscheidung aus dem Bauch heraus“ gewesen. Sie habe stets Verständnis für die Figuren, die sie spiele, denn sie handelten nicht ohne Grund so, wie sie handelten. Das sei das Spannende an ihrer Arbeit. Auch wenn sie persönlich vielleicht nicht so agieren würde, komme sie ihren Figuren „im besten Fall immer so nah“, dass deren Handlungen doch irgendwie nachvollziehbar seien.
Thomas Loibl meinte zu seiner Rolle, Ralf überhöre die Warnsignale, die sein Umfeld schon eine ganze Weile an ihn sende. Zwar sei das Verhältnis zu seiner Tochter sehr gut und liebevoll, er habe aber nichts dagegen, dass sie langsam ihre eigenen Wege gehe. Seine Ehe mit Annie, die „anfangs voller Witz und von vielen Gemeinsamkeiten getragen“ worden sei, sei mit der Zeit zu einer Gewohnheit geworden. Die Leidenschaft sei verloren gegangen. Den Fragen, die sich aufdrängen würden und die auch Annie an ihn stelle, versuche er auszuweichen und fühle sich unter Druck gesetzt. Annies Seitensprung benutze er dazu, sich „in eine Opferrolle zu stürzen“ und sich verletzt in Vorwürfe zu retten. Ralf ziehe aus, um Abstand zu gewinnen, „was zunächst sicher auch klug“ sei „in solchen Situationen“. Um sein Selbstwertgefühl wieder herzustellen beginne er selbst eine Affäre und finde dabei Antworten auf die ungelösten Fragen, die sich ihm schon lange gestellt hätten. „Und vor allem, dass man eine Liebe nicht in einen Umzugskarton packen und irgendwo einlagern“ könne.
Eugene Boateng meinte, Raimund sei lebensbejahend und spontan. Zudem sei er kreativ und verantwortungsbewusst. Auch spiele Integrität eine wichtige Rolle für ihn. Er nehme sich Zeit zur Reflexion und treffe seine Entscheidungen stets „mit einem moralischen Kompass“. Die Aufrichtigkeit seiner Figur sei „bewundernswert“. Obwohl Annie keinerlei Ansprüche an Raimund stelle, fühle er sich seinem Kind verpflichtet. Seine wachsende Liebe zu Annie und sein Wunsch nach einer Familie trügen zu dessen Motivation bei. Auch sei es ihm wichtig, die Kultur, die seinen ghanaischer Hintergrund berücksichtige, an sein Kind weiterzugeben. Er könne Raimunds Verhalten sehr gut nachvollziehen. Er habe die Rolle explizit angenommen, weil er die Chance gesehen habe, ein positives Beispiel innerhalb des Kontextes um ein bi-ethnisches Kind, darzustellen.
Rita Russek, die Doris Baumann, die Mutter der Titelfigur, spielte, meinte, Doris sei, wie viele Frauen ihrer Generation, „trotzig entschlossen, sich alleine durchzubeißen“. Ihr ‚Kampf‘ habe sie vermutlich unnachgiebig gemacht. Doris lerne dann jedoch von ihrer Tochter, „dass das Unvorhergesehene, der Zufall, das scheinbar Undenkbare bereichernd“ sei.

## Rezeption

### Veröffentlichung, Einschaltquote
Der erstmals am 19. März 2020 im ZDF ausgestrahlte Film wurde bei seiner Erstausstrahlung von 5,03 Millionen Zuschauern eingeschaltet, was einem Marktanteil von 14,7 Prozent entsprach.

### Kritik
Die Kritiker der Fernsehzeitschrift TV Spielfilm meinten, Martin Enlens Film sei „mehr Ehedrama als Beziehungskomödie“. Auch wenn „für ein paar Lacher gesorgt“ werde, bleibe „der Grundton eher ernst“. Bernadette Heerwagen spiele „die Frau am Scheideweg mit der ihr typischen Natürlichkeit. Der restliche Cast“ könne „da nicht mithalten“. Und „dass sich am Ende alles Hals über Kopf in Wohlgefallen“ auflöse, passiere „wohl auch nur im TV“. Für den Film ging der Daumen zur Seite, für Humor und Spannung erhielt er je einen von drei möglichen Punkten und das Resümee: „Sympathisch, aber nicht wirklich überzeugend“.
Im Hamburger Abendblatt war man der Ansicht, obwohl der Film als Komödie angelegt sei, fühle er sich „über weite Strecken wie ein Drama an.“ Für Komik sorgten allenfalls „Annies Mutter und ihre Schwiegereltern, die sich angesichts der verwirrenden Situation zu zynischen Sprüchen hinreißen“ ließen. Ansonsten bleibe „der Ton überwiegend ernst“. Der Film werfe Fragen nach „moralischem Verhalten auf“ und versuche, d„ie Figuren so zu zeichnen, dass sie dem Ideal sehr nahekommen“. So „lobenswert solche vorbildhaft handelnden Personen in der realen Welt“ seien, „für einen fiktionalen Film“ erwiesen sie sich „nicht gerade als Vorteil“. Weil sie „keine wirklichen Schwächen“ hätten, wirkten sie „eindimensional“ und ließen sich „nur schwer voneinander abgrenzen“. Daran leide nicht zuletzt die Handlung, „der es sowohl an Spannung als auch an echten Konflikten“ fehle.
Auch Tilmann P. Gangloff meinte in der Berliner Morgenpost, dem „Titelzusatz zum Trotz“ sei der Film „keine fröhliche Komödie, sondern ein nur scheinbar heiteres Drama“. Lorenz und Enlen erzählten die Geschichte „relativ realistisch und deshalb nur noch bedingt komisch“. Der Film verströme „mit seinen freundlichen warmen Farben […] zumindest optisch die behagliche Atmosphäre eines Feelgood-Movies“. Die Dialoge seien „lebensnah und nachvollziehbar, zumal Lorenz gerade ihre Hauptfiguren ausnahmslos ernst“ nehme. Bloß die nervigen Eltern bewegten sich „am Rand der Karikatur“.
Rainer Tittelbach von tittelbach.tv gab dem Film 4½ von sechs möglichen Sternen und lobte zusammenfassend: „‚Annie – kopfüber ins Leben‘ […] ist keine stereotype Remarriage-Comedy. Vielmehr arbeitet sich Autorin Lorenz ab am Thema Liebe, den Formen des Zusammenlebens und spart dabei auch die Grenzen der Monogamie und das für viele unrealistische ‚Bis dass der Tod uns scheidet‘ nicht aus. Die (tragi)komische Geschichte, die das Verhalten der Titelfigur gut analysiert, besitzt einen dramatischen Kern – und einen doppelten Boden! Wer will, kann das Happy End – trotz eines Kindes als Resultat eines Seitensprungs – als Inbegriff eines amourösen Bekenntnisses lesen. Wer genauer hinschaut, dürfte aber seine Zweifel haben am Loblied auf die romantische Liebe. Dass der Film mehrere Lesarten anbietet, gehört neben dem lockeren Wechsel von pointierten und ernsthaften Dialogen, neben Heerwagen & Loibl und der Top-Besetzung bis in kleinste Rollen zur besonderen Qualität dieser lebensklugen Komödie.“ Tittelbach lobte zudem das „lebenskluge Drehbuch von Dominique Lorenz“, das „einen Wechsel von pointierten und ernsthaften Dialogen“ biete. Weiter war von einer „hochkarätigen Besetzung“ die Rede, die „zur besonderen Qualität dieses familienfreundlichen ZDF-Fernsehfilms“ beitrage.